# Azofra
Azofra é um município da Espanha 
na província e comunidade autónoma de La Rioja, de área 11,84 km² com população de 279 habitantes (2007) e densidade populacional de 23,56 hab./km².

## Demografia
| Variação demográfica do município entre 1991 e 2004 | Variação demográfica do município entre 1991 e 2004 | Variação demográfica do município entre 1991 e 2004 | Variação demográfica do município entre 1991 e 2004 |
| --------------------------------------------------- | --------------------------------------------------- | --------------------------------------------------- | --------------------------------------------------- |
| 1991                                                | 1996                                                | 2001                                                | 2004                                                |
| 411                                                 | 365                                                 | 328                                                 | 295                                                 |